# Рейсал (Західна Вірджинія)
Рейсал (англ. Raysal) — переписна місцевість (CDP) в США, в окрузі Мак-Дауелл штату Західна Вірджинія. Населення — 364 особи (2020).

## Географія
Рейсал розташований за координатами 37°20′13″ пн. ш. 81°46′9″ зх. д. / 37.33694° пн. ш. 81.76917° зх. д. (37.337064, -81.769169).  За даними Бюро перепису населення США в 2010 році переписна місцевість мала площу 3,22 км², з яких 3,18 км² — суходіл та 0,04 км² — водойми.

## Демографія
Згідно з переписом 2010 року, у переписній місцевості мешкало 465 осіб у 187 домогосподарствах у складі 138 родин. Густота населення становила 144 особи/км².  Було 215 помешкань (67/км²).
Расовий склад населення:
| - 98,7 % — білих - 0,4 % — чорних або афроамериканців |

До двох чи більше рас належало 0,9 %. Частка іспаномовних становила 0,4 % від усіх жителів.
За віковим діапазоном населення розподілялося таким чином: 22,6 % — особи молодші 18 років, 65,4 % — особи у віці 18—64 років, 12,0 % — особи у віці 65 років та старші. Медіана віку мешканця становила 39,8 року. На 100 осіб жіночої статі у переписній місцевості припадало 100,4 чоловіків;  на 100 жінок у віці від 18 років та старших — 94,6 чоловіків також старших 18 років.
Середній дохід на одне домашнє господарство  становив 25 882 долари США (медіана — 19 836), а середній дохід на одну сім'ю — 24 635 доларів (медіана — 18 355). За межею бідності перебувало 63,3 % осіб, у тому числі 79,3 % дітей у віці до 18 років та 50,0 % осіб у віці 65 років та старших.
Цивільне працевлаштоване населення становило 133 особи. Основні галузі зайнятості: освіта, охорона здоров'я та соціальна допомога — 81,2 %, сільське господарство, лісництво, риболовля — 9,8 %.